# کریس باتلر (دوچرخه‌سوار)
کریس باتلر (انگلیسی: Chris Butler؛ زادهٔ ۱۶ فوریهٔ ۱۹۸۸) دوچرخه‌سوار اهل ایالات متحده آمریکا است.
از باشگاه‌هایی که در آن بازی کرده‌است می‌توان به تیم دوچرخه‌سواری آکادمی اسرائیل، چمپیون سیستم، تیم بی‌ام‌سی، و کاخا رورال-سگوروس رخا اشاره کرد.